# Microplexia parmelia
Microplexia parmelia är en fjärilsart som beskrevs av De Toulgoët 1954. Microplexia parmelia ingår i släktet Microplexia och familjen nattflyn. Inga underarter finns listade i Catalogue of Life.